# Lloyd Bentsen
Pour les articles homonymes, voir Bentsen.
Lloyd Millard Bentsen Jr., né le 11 février 1921 à Mission (Texas) et mort le 23 mai 2006 à Houston (Texas), est un homme politique américain. Membre du Parti démocrate, il est représentant du Texas entre 1948 et 1955, sénateur du même État entre 1971 et 1993 puis secrétaire au Trésor entre 1993 et 1994 dans l'administration du président Bill Clinton.
Il est le candidat démocrate à la vice-présidence des États-Unis en 1988.

## Biographie

### Études et ascension politique
Diplômé en droit en 1942, il sert dans l'armée de l'air américaine de 1942 à 1945, effectuant plus de 200 missions au-dessus de l'Europe.
De 1948 à 1955, il est un des élus démocrates du Texas à la Chambre des représentants des États-Unis.
Après une parenthèse dans le monde des affaires, il revient en politique en 1970 en se faisant élire sénateur du Texas au Congrès américain après avoir battu le candidat républicain George H. W. Bush.
Lloyd Bentsen est confortablement réélu au Sénat en 1976, 1982 et 1988. Il est brièvement candidat à l'investiture présidentielle du parti démocrate en 1976. Très proche des intérêts commerciaux en son État, il se situe à l'aile droite de son parti. Il est le dernier démocrate du Texas à se faire élire au Sénat. Pendant six ans, il est le président du comité des finances du Sénat, poste clef dans la chambre haute américaine.

### Candidat à la vice-présidence en 1988
En 1988, le candidat démocrate à l'élection présidentielle, le gouverneur du Massachusetts, Michael Dukakis, le choisit comme colistier pour le poste de vice-président.
Durant le débat entre les candidats à la vice-présidence, il rétorque à son alter ego républicain, Dan Quayle, qui s'était imprudemment comparé à John F. Kennedy : « Sénateur, j'ai servi avec Jack Kennedy. Je connaissais Jack Kennedy. Jack Kennedy était mon ami. Sénateur, vous n'êtes pas Jack Kennedy ». Interloqué par cette réponse cinglante, Dan Quayle est incapable de répondre intelligemment et reste stigmatisé par cet échange aux yeux du public et des médias. Néanmoins, cette passe d'armes n'aura pas suffi à faire gagner le ticket démocrate qui est facilement battu avec 46 % des suffrages et 10 États remportés contre 54 % et 40 États pour le ticket républicain emmené par George H. W. Bush.

### Fin de carrière
Lloyd Bentsen se retire du sénat en janvier 1993 pour devenir le 69e secrétaire au Trésor, sous le mandat de Bill Clinton, laissant son siège vacant, provisoirement tenu par Bob Krueger (en), mais qui est finalement remporté aux élections suivantes par la candidate républicaine Kay Bailey Hutchison.
En 1994, il se retire de la vie politique. Il meurt le 23 mai 2006 à l'âge de 85 ans à Houston (Texas).
Deux cent soixante-dix miles de la U.S. Highway 59, au Texas, entre l'I-35 et la I-45 s'appellent officiellement « Senator Lloyd Bentsen Highway ».
Parmi les avancées mises au crédit du sénateur, il a été l'un des principaux artisans du plan économique de Clinton, avec une réduction du déficit qui a permis une longue période de croissance économique, des projets d'infrastructures en eau dans les colonias pauvres du sud du Texas, la préservation des réserves naturelles à travers l'État et l'important financement des soins médicaux.
Il est retenu comme l'inventeur et le premier utilisateur du terme « astroturfing ». Il l'utilise à l'époque pour décrire la masse de courrier qui lui était envoyée, qui n'avait selon lui pas d'autre but que de promouvoir artificiellement les intérêts des compagnies d'assurance.